# Крефло Доллар
Кре́фло До́ллар (англ. Creflo Augustus Dollar, Jr.; нар. 28 січня 1962) — американський письменник, співак, телевангеліст і пастор. Засновник Міжнародної Церкви Змінюючих Світ, що розташована в Джорджії. Ведучий програми «Змінюючи твій світ».

## Біографія
Крефло Доллар народився 28 січня 1962 року у Колледж Парку, штат Джорджія. Батько Крефло А. Доллар старший був полісменом. Матір — Емма Доллар. Закінчив старшу школу Лейкшор та Конкорд Колледж.
У 1984 році Крефло Доллар отримав ступінь бакалавра освітньої терапії і почав працювати в Інституті Психіатрії Браунера в Атланті.
Першу церковну службу у 1986 році, на якій були присутні 8 чоловік провів у кафе Початкової Школи Кетлін Мітчел у Колледж Парку.

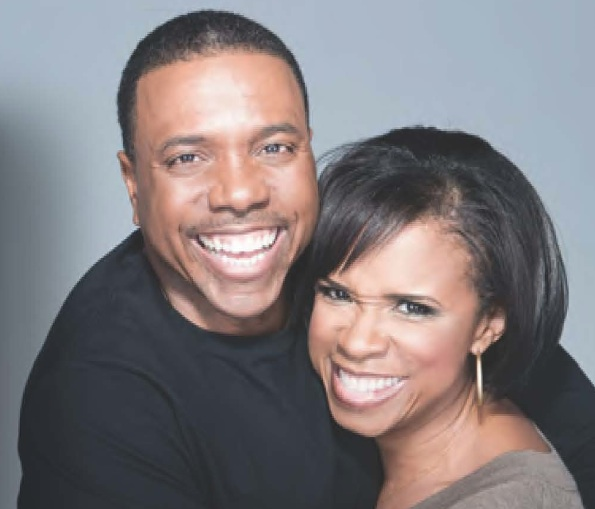
Крефло і Теффі Доллар

У 1988 році Крефло Доллар і Теффі Л. Болтон одружилися.
У 1998 році був нагороджений ступінью почесного доктора богослов'я Університету Орала Робертса.
Церква К.Доллара у Атланті налічує 30 тис прихожан. Нью-Йоркська філія Міжнародної Церкви Змінюючих Світ налічує 5 тис чоловік. Філії його церкви є також у Лос-Анжелесі, Індіанаполісі, Вашингтоні, Клівленді, Далласі і Х'юстоні.
Журнал К.Доллара «Change» має понад 100 тис підписників. К.Доллар має свій власний лейбл звукозапису «Arrow Records».
У 2007 році американський сенатор Чак Грасслі проводив розслідування фінансової діяльності шести американських проповідників, серед яких був і Крефло Доллар. Напередодні перевірки К.Доллар запевнив, що його служіння як "відкрита книга" і організація готова відповідати на всі запити, підкресливши, що вони співпрацюють з Службою Внутрішніх Доходів США. Але після надходження запиту від сенатора Грасслі, пастор Доллар відмовився надавати відповіді на частину запитань, додавши що сенатор пхає свій ніс у чужі справи. Результати розслідування не виявили ніяких зловживань стосовно використання церковного майна родиною пастора в особистих цілях.
Крефло Доллар є одним з проповідників євангелія успіху. Він запевняє, що Бог хоче, щоб віруючі були успішними, при цьому Доллар підкреслює, що успіх, це не тільки гроші, а здоров'я і сімейне життя. Пастор стверджує, що проповідники мають бути успішними, бо тільки так можна довести, що їх вчення працює. У 2006 році Міжнародна Церква Змінюючих Світ заробила 69 млн доларів США.
У жовтні 2012 року у результаті стрілянини в приміщенні церкви пастора К.Доллара загинув 39 річний лідер церковної групи прославлення Ґреґорі Макдауелл. Підозрюваний у скоєнні злочину — 52 річний Флойд Палмер був затриманий поліцією Атланти. Ф.Палмер раніше знаходився на обліку в психіатричній лікарні за скоєння подібного злочину. Під час стрілянини пастора К.Доллара у приміщенні не було. Коментуючи цю подію, він підкреслив, що Бог добрий, небеса реальні і коли людина залишає своє тіло, її дух спочиває з Господом. Після інциденту К.Доллар назвав загиблого героєм і повідомив, що прагне допомогти його сім'ї та виплатити всі заборгованості які має родина Макадауелла. Він закликав прихожан своєї церкви зібрати на їх підтримку 234 тис доларів, для цього було створено спеціальний фонд.

### Сім'я
Дружина Теффі. Доллари виховують п'ятьох дітей. Три доньки: Александрія, Лорен і Джордан. Та два сини: Ґреґорі (усиновлений), Джеремі (усиновлений).

## Критика
Крефло Доллар неодноразово піддавався критиці за розкішний спосіб життя, апартаменти на Мангеттені вартістю 2,5 млн доларів, дорогі автомобілі Rolls-Royce і реактивні літаки. Пастор стверджує, що він відмовився від церковної зарплати і живе за рахунок доходів від особистих інвестицій в нерухомість та конярської компанії «Dollar Ranch».  
У травні 2013 християнський репер Шей Лінн написав пісню «Fal$e Teacher$», у котрій називає К.Доллара та інших проповідників євангелія успіху лжевчителями.

## Скандал
Влітку 2012 року Крефло Доллара було заарештовано по звинуваченню у нанесенні тілесних ушкоджень своїй дочці, жорстокості до дітей та сімейному насиллю. Згідно слів його старшої 19 річної доньки Александрії, під час сімейної сварки, К.Доллар схопив середню 15 річну доньку за шию і почав душити її. Під час конфлікту дружина Доллара Теффі знаходилася вдома. У доповіді про інцидент повідомляється, що сварка виникла в результаті того, що пастор заборонив своїй доньці відвідати вечірку. Крефло Доллар заперечує, що душив свою доньку, підкресливши, що сліди на шиї у неї від екземи, а не від фізічного насилля.  Поліція відпустила Крефло Доллара під заставу 5 тис доларів США, після чого Александрія змінила свої свідчення. Коментуючи цю ситуацію К.Доллар повідомив, що таким чином диявол намагається дискридитувати його служіння.